# Кастел Сан Винченцо
Кастел Сан Винченцо (итал. Castel San Vincenzo) је насеље у Италији у округу Изернија, региону Молизе.
Према процени из 2011. у насељу је живело 433 становника. Насеље се налази на надморској висини од 711 м.

## Становништво
| 1936. | 1951. | 1961. | 1971. | 1981. | 1991. | 2001. | 2011. |
| ----- | ----- | ----- | ----- | ----- | ----- | ----- | ----- |
| 990   | 1.018 | 940   | 688   | 613   | 591   | 577   | 545   |